# Surdoux
Surdoux ist eine französische Gemeinde mit 54 Einwohnern (Stand 1. Januar 2022) im Regionalen Naturpark Millevaches en Limousin. Sie gehört zur Region Nouvelle-Aquitaine, zum Département Haute-Vienne, zum Arrondissement Limoges und zum Kanton Eymoutiers. Nachbargemeinden sind Saint-Gilles-les-Forêts im Norden, Chamberet im Osten, Meilhards im Süden und La Croisille-sur-Briance im Westen.

## Bevölkerungsentwicklung
| Jahr      | 1962 | 1968 | 1975 | 1982 | 1990 | 1999 | 2008 | 2013 |
| --------- | ---- | ---- | ---- | ---- | ---- | ---- | ---- | ---- |
| Einwohner | 94   | 81   | 78   | 52   | 34   | 44   | 43   | 41   |

## Sehenswürdigkeiten
- Kirche Sainte-Vierge